# Dance Before We Walk
Dance Before We Walk ist ein Lied aus dem Film The Idea of You. Geschrieben und gesungen von Savan Kotecha und Carl Falk ist das Lied im Film ein bekannter Hit der fiktiven Band August Moon. Dance Before We Walk wurde Anfang März 2024 veröffentlicht.

## Entstehung
Dance Before We Walk wurde von Savan Kotecha und Carl Falk für Michael Showalters  Film The Idea of You geschrieben und eingesungen. Kotecha schrieb in der Vergangenheit Songs für Künstler wie Britney Spears, Ariana Grande und Adam Lambert. Der schwedische Singer-Songwriter Falk ist unter anderem dafür bekannt, dass er das Studioalbum Tim des 2018 verstorbenen DJ Avicii fertigstellte.
Im Film ist Dance Before We Walk ein Hit der fiktiven Boyband August Moon. Nicholas Galitzine spielt deren 24-jährigen Leadsänger Hayes Campbell. Bei einem Auftritt der Band beim Coachella Music Festival lernt Hayes eine 40-jährige alleinerziehende Mutter kennen, die ihre 16-jährige Tochter begleitet, und sie beginnen eine Romanze. Der Film wurde Anfang Mai 2024 in das Programm von Prime Video aufgenommen.

## Veröffentlichung
Dance Before We Walk wurde Anfang März 2024 von Arista Records als Single veröffentlicht, gleichzeitig mit einem Trailer zum Film. Zeitgleich veröffentlichte Prime Video ein Lyric Video mit Galitzine und der Filmband August Moon. Das komplette Soundtrack-Album, der The Idea of You Original Motion Picture Soundtrack, auf dem auch Dance Before We Walk enthalten ist, wurde zum Start des Films bei Prime Video veröffentlicht.

## Rezeption
Jai Phillips schreibt bei popdust.com,  Dance Before We Walk erinnere ihn an britischen Synth-Indie-Pop, der durch Bands wie die britische Indie-Rock-Band  The 1975 populär wurde.